# Rildo Souto Maior
Rildo Tavares Souto Maior (Pirauá, distrito de Macaparana, 11 de junho de 1935 - Rio de Janeiro, 26 de abril de 1987) foi um  advogado, sindicalista, jornalista e  militante comunista brasileiro.

## Vida política e profissional
Como jornalista trabalhou em diversos órgãos da imprensa de Pernambuco e do Rio de Janeiro, entre eles Jornal do Commercio, Rádio Olinda e Folha do Povo (órgão informativo do PCB). No Rio, atuou no Correio da Manhã e Jornal dos Sports, junto com Aristides Saldanha, também militante comunista, e Henfil. 
Formado em direito pela Faculdade de Direito da Universidade Federal de Pernambuco, começou sua militância política como líder estudantil em 1949 na cidade de Garanhuns, onde seu pai, Fausto Souto Maior, era comerciante e vereador.  Sua mãe, Maria Irenita Tavares Souto Maior, cuidava do lar e dos 12 filhos do casal.
Em 1953, participou da formação do Centro Pernambucano de Defesa do Petróleo. Em 1954, foi escolhido como orador para a Convenção Estadual pela Emancipação Nacional. Em 1957, foi eleito Delegado do VII Congresso de Jornalistas, que se realizou na cidade do Rio de Janeiro. Membro do PCB e ligado ao Movimento Comunista Internacional, foi Presidente da União da Juventude Comunista (UJC), membro do Sindicato dos Jornalistas do Estado de Pernambuco, membro da Organização de Base da Imprensa do PCB. 
Na década de 1960, manteve escritório de advocacia (com Francisco Maia), no qual também trabalhava o então jovem advogado Roberto Freire. Atuou também como advogado sindical, defendendo trabalhadores rurais, na Zona da Mata Pernambucana.  Advogado das Ligas Camponesas,  fundou e organizou, junto com Gregório Bezerra e Francisco Julião, diversos sindicatos rurais no Nordeste. Foi um dos fundadores da CONTAG.
Perseguido após o golpe militar de 1964, teve de abandonar o Estado de Pernambuco e passou a viver na clandestinidade, na cidade do Rio de Janeiro, até o final de 1966. Em 1965, fora condenado, à revelia,  pelo Conselho Permanente de Justiça do Exército da 7ª Região Militar (CPJEx/7ªRM), à pena de cinco anos de reclusão, tendo sido incurso nos arts. 9º e 10º da Lei de Segurança Nacional.
Em 1967, o Supremo Tribunal Federal concedeu-lhe habeas corpus e anulou sua condenação pelo Conselho de Justiça da Auditoria da 7ª R.M., considerando que "advogar para sindicatos rurais e ser esquerdista não constitui crime". Na sequência, retomou suas atividades como advogado,atuando na defesa de presos políticos do Brasil, além de prosseguir na luta pela redemocratização e em favor da anistia aos presos e perseguidos pela ditadura militar.
Ainda em 1967, prestou concurso público para assessoria jurídica da Petrobras, obtendo a sexta colocação, mas foi preterido pela empresa, por ter sido advogado de camponeses no Nordeste, o que o impedia de prestar quaisquer concursos na área pública. 
Também no final dos anos 1960, representou, como advogado, o Sindicato dos Metalúrgicos da Cidade do Rio de Janeiro.Todavia, em 1973, após a intervenção federal no Sindicato, o Ministro do Trabalho e da Previdência Social impugnou-o de exercer qualquer cargo de liderança sindical. 
Em 1975, participou como delegado do IX Congresso dos Trabalhadores na Indústria Metalúrgica, Mecânica e do Material Elétrico, realizado em Porto Alegre (RS). Em 1979, fez parte da Comissão Executiva do X Congresso dos Trabalhadores na Indústria Metalúrgica, Mecânica e de Material Elétrico do Brasil, realizado em Poços de Caldas. Na mesma época, requereu anistia, a fim de ver reconhecida a sua aprovação no concurso da Petrobras. Finalmente, em 25 de junho de 1980, foi publicada, no Diário Oficial da União, a decisão do Ministro das Minas e Energia, de não tomar conhecimento do pedido de anistia, "por não ter o requerente sido punido com base em Ato Institucional ou Complementar e sem qualquer outro dispositivo legal pertinente".
Em 1981, foi militante da "Ala Prestes", grupo que rompeu com o Comitê Central e Estadual do PCB do Rio de Janeiro, formando a Comissão Provisória de Reorganização e Defesa do PCB.
Em 1984, foi convidado pelo então governador Leonel Brizola para atuar na Companhia de Transportes Coletivo do Estado do Rio de Janeiro (CTC/RJ), onde exerceu o cargo de Diretor do Departamento Jurídico, sendo um dos articuladores para encampação de 17 empresas de ônibus que aumentavam abusivamente os preços de suas passagens.

## Morte
Rildo Souto Maior morreu em 1987, na cidade do Rio de Janeiro, aos 51 anos de idade, em consequência de um acidente vascular cerebral.

## Publicações
Na área do Direito, publicou os seguintes livros
- Uma singular execução
- Ideologia não é Crime

É coautor do Repertório Enciclopédico do Direito Brasileiro 
Também é coautor (com Francisco Maia) da tradução de BARRY, W. S. Fundamentos da gerência (Zahar Editores, 1966; Biblioteca de Ciências da Administração). 